# Albano Corneli
Albano Mario Alberto Corneli (Camerano, 1º marzo 1890 – Pontevedra, 22 settembre 1965) è stato un politico italiano comunista.

## Biografia
Dirigente del Partito Comunista d'Italia, amico di Antonio Gramsci, sostiene con Gramsci la necessità dell'ingresso da parte delle squadre di autodifesa comuniste nel Fronte Unito Arditi del Popolo.
Prende il diploma presso l'Istituto Tecnico "Benincasa" di Ancona e dopo si iscrive all'Università di Bologna presso la facoltà di Scienze Naturali, dove inizia la sua formazione politica con il sindacalismo rivoluzionario e scrive su "L'Azione Sindacale". Si stacca da tali posizioni influenzato dalla vicenda dell'ottobre Rosso del 1917 ed aderisce al PSI nell'ala massimalista prendendo contatti con il socialista, e dirigente della Camera del Lavoro di Ancona, Mario Alberto Zingaretti, con cui in seguito fonda il giornale "Bandiera Rossa", nel prosieguo partecipa alle lotte operaie in Ancona del 1920. Ancona è città di tradizione anarchica ed insurrezionalista, ricordiamo la rivolta dei Bersaglieri di Ancona ad esempio proprio del 1920, partita dalla Caserma Villarey dove i bersaglieri non volevano partire alla volta dell'Albania: è ancora vivo il ricordo della Settimana Rossa, l'insurrezione popolare verificatasi in Ancona tra il 7 e il 14 giugno 1914 e partita proprio per una manifestazione antimilitarista e la rivolta, in seguito estesa in Romagna, Toscana e altre parti d'Italia (a fomentare la rivolta c'è anche Antonio Cieri uno dei capi della difesa di Parma del 1922 che condividerà con Corneli la scelta del Fronte Unito Arditi del Popolo) e nello specifico appoggia l'azione gli Arditi del Popolo organizzati e guidati da due figure di spicco ad Ancona: l'anarchico Erasmo Abate e il comunista Guido Molinelli che nel secondo dopoguerra diventerà membro della costituente e parlamentare del PCI dal 1948 al 1953. Nel contempo la lotta politica all'interno delle frazioni del PSI raggiunge il suo culmine, è delegato al convegno nazionale della frazione comunista di Imola il 28 novembre del 1920. Corneli ha fatto la sua scelta ed entrerà nel Partito Comunista d'Italia: è a Livorno con Antonio Gramsci ed Amadeo Bordiga nel gennaio del 1921 per la fondazione del P.C. d'I. Immediatamente dopo, alle elezioni del maggio 1921, è eletto deputato alla Camera.
Nell'estate del 1922 gli squadristi attaccano in forza le roccaforti rosse delle Marche iniziando una caccia mirata anche ai dirigenti più conosciuti, la casa di Corneli ad Ancona viene bruciata per ben due volte. Corneli fugge in Argentina e viene espulso dal Partito Comunista d'Italia; nel fuoriuscitismo locale organizza l'antifascismo militante e si occupa anche di legami storici fra Argentina ed Italia facendo trasformare la casa di Giuseppe Garibaldi di Montevideo in museo nazionale. È promotore nel maggio del 1943 di "l'Azione Italiana Garibaldina" che raccoglie l'antifascismo italiano riparato in Argentina e nel 1954 torna in Italia. Si ferma temporaneamente a Camerano, ma i contatti col PCI sono difficili sia a causa del suo abbandono sia a causa delle posizioni che non sono più "consone" alla linea del partito. Il Corneli è attualmente rivalutato per le posizioni teoriche di attacco al riformismo degli anni venti e per l'organizzazione dell'antifascismo di quel periodo. Torna in Argentina, dove rimane fino alla sua morte.

## Opere
- Giuseppe Garibaldi nell'Uruguay , 1951

## Carteggio di Albano Corneli
I carteggi di Albano Corneli fanno parte del patrimonio dell'istituto regionale per la storia del movimento di liberazione nelle Marche.
Il fondo originale proveniente dall'Argentina, è stato donato all'Istituto dalla vedova di Corneli, Armanda Ponseggi, tramite lo studioso Pietro Rinaldo Fanesi, nei primi anni Novanta. Nel 1998 è stato riordinato da Roberto Lucioli . Il fondo onserva il carteggio con Alceste De Ambris, Filippo Turati, Paolo Prister, una raccolta di articoli di giornali dal 1920 al 1956,, appunti su argomenti vari di storia e politica, carte sulla figura di Garibaldi, sull'Azione Italiana Garibaldi, sul Comitato pro-casa Garibaldi, alcuni scritti letterari, un romanzo, dei racconti , un dramma in quattro atti , diciotto cartoline e cinque fotografie .